# Jauhar

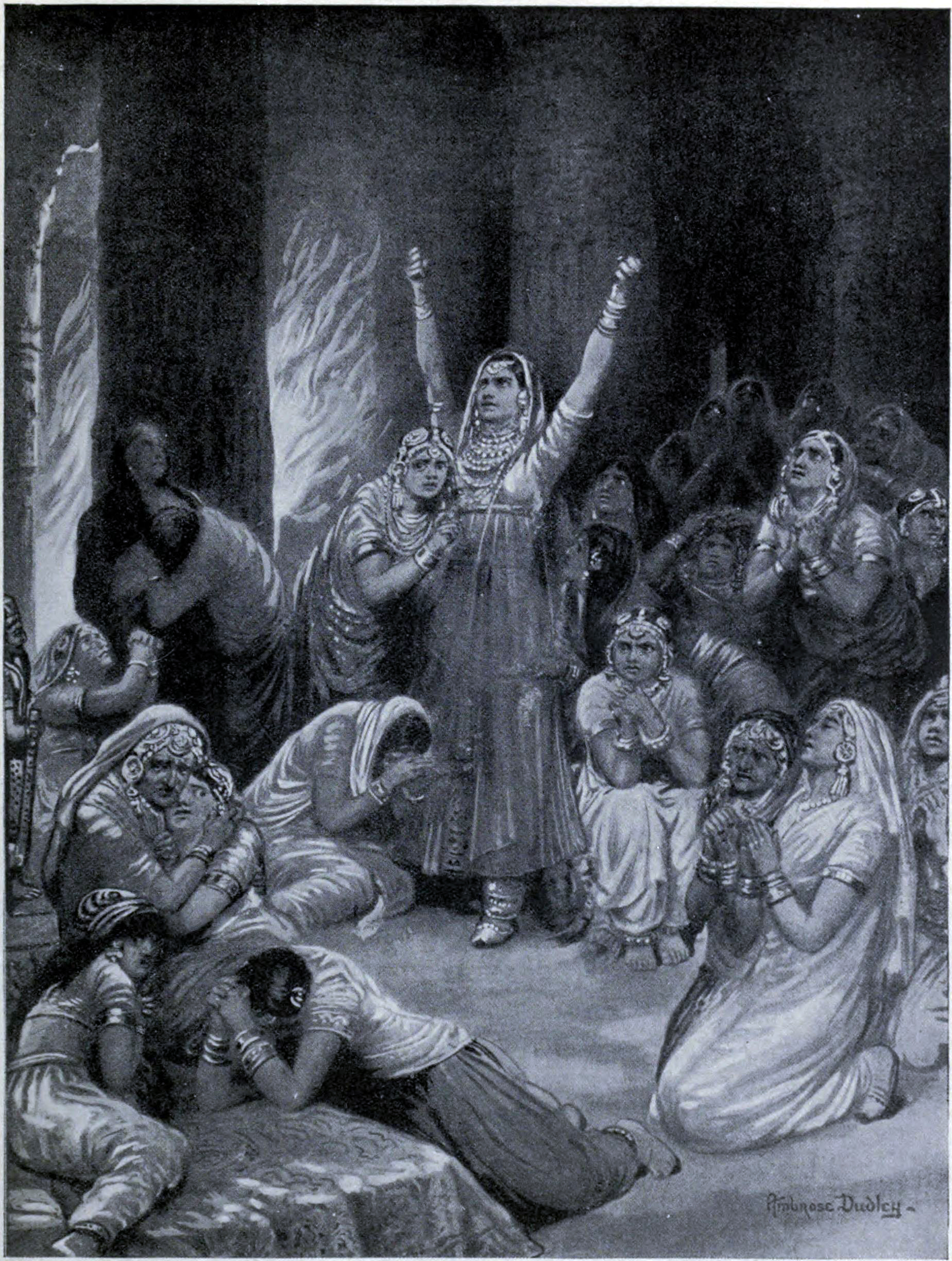
La cerimonia Rajput di Jauhar (olocausto), dipinto da Ambrose Dudley, 1567

Jauhar e saka erano due pratiche di suicidio (il primo femminile, il secondo maschile), presenti tra i Rajput in India.

## Storia
Originariamente legato solo ai membri della famiglia reale Rajput, passò ad indicare il suicidio di massa per sfuggire al disonore della cattura da parte dei nemici. Quando la presa del loro villaggio o città era ormai certa, le donne si immolavano su pire infuocate (jauhar), mentre gli uomini si lanciavano nel combattimento a cavallo, lottando fino alla morte (saka), similmente a quanto avveniva nell'antica Roma con la pratica rituale della devotio.